# Timothy Chandler
Timothy Chandler (Frankfurt, 29 de março de 1990), é um futebolista estadunidense nascido na Alemanha que atua como lateral-direito e meio-campista. Atualmente, joga pelo Eintracht Frankfurt.

## Títulos
Eintracht Frankfurt
- Copa da Alemanha: 2017–18